# Leptacis srilankensis
Leptacis srilankensis är en stekelart som beskrevs av Peter Neerup Buhl 2003. Leptacis srilankensis ingår i släktet Leptacis och familjen gallmyggesteklar. Inga underarter finns listade i Catalogue of Life.